# Trichoglottis tenuis
Trichoglottis tenuis är en orkidéart som beskrevs av Oakes Ames och Charles Schweinfurth. Trichoglottis tenuis ingår i släktet Trichoglottis och familjen orkidéer. Inga underarter finns listade i Catalogue of Life.